# Moto Racer World Tour
Moto Racer World Tour est un jeu vidéo de course de motocyclette développé par Delphine Software International et édité par Infogrames, sorti en 2000 sur PlayStation.

## Accueil
- IGN : 8,7/10[1]